# Liergues
Liergues korábbi község (település) Franciaországban, Rhône megyében. 2017. január 1-jén Pouilly-le-Monial községgel egyesült és Porte des Pierres Dorées új község része lett.
Lakosainak száma 2147 fő (2018. január 1.). Liergues Lacenas, Pommiers, Pouilly-le-Monial, Theizé, Gleizé és Jarnioux községekkel határos.

## Népesség
A település népességének változása:
| Lakosok száma | 1945 | 2006 | 2110 | 2147 |
|               | 2013 | 2015 | 2017 | 2018 |